# جويل دونالد
جويل دونالد (بالهولندية: Joël Donald)‏ (13 مايو 1996 بأمستردام في هولندا - ) هو لاعب كرة قدم هولندي في مركز الهجوم.

## وصلات خارجية
- جويل دونالد على موقع قاعدة بيانات كرة القدم.إي يو (الإنجليزية)
- جويل دونالد على موقع Soccerway.com (الإنجليزية)
- جويل دونالد على موقع عالم كرة القدم.نت (الإنجليزية)